# 連続の方程式
連続の方程式（れんぞくのほうていしき、英: equation of continuity、連続方程式、連続の式、連続式などとも言う）は物理学で一般的に適用できる方程式で、「原因もなく物質が突然現れたり消えたりすることはない」という自然な考え方を表す。
保存則と密接に関わっている。

## 狭義
狭義には、流体力学における質量保存則
あるいは、この式を非圧縮性流体に適用した
を指す。

## 広義
広義には、スカラー物理量 q についての保存則
あるいは、更に一般化して、q の輸送方程式（一般の保存則）
を指すこともある。

## 広義の連続の方程式の導出

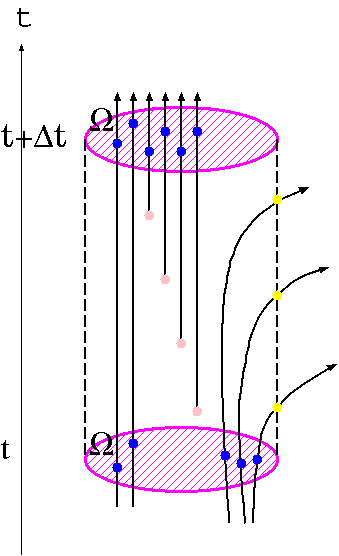
領域 Ω における物理量 q の総量 M の時間変化を q の生成と流出と合わせて図示したもの。代表点のみの軌跡を記している。青い点の個数はΩにおけるq の総量 M (t) を表す。ピンクの点の個数は湧き出し Δt S を、黄色の点は流れだす流量 Δt J を表す。図より
が成り立つ事がわかる。

広義の連続の式をフラックス形式あるいは一般の保存則という。q をあるスカラー物理量、Ωを固定された有界積分領域、∂ΩをΩの境界である閉曲面とする。
q についての連続の式は、
領域 Ω における q の単位時間あたりの増加量 {\displaystyle {\mathrm {d} M \over \mathrm {d} t}} と 境界 ∂Ω における q の単位時間あたりの流出量（流量） J との和は、 領域Ωにおける q の単位時間あたりの湧き出し量 S に等しい。
{\displaystyle {\mathrm {d} M \over \mathrm {d} t}+J=S}
と表現できる。
ここで q は連続的に分布する量であり、上述の量はすべて何らかの「密度量」で表現できなければいけない。そこで、q の密度 ρ、q の流束 j 、q の湧き出し密度 σ を導入すると、
{\displaystyle {\begin{aligned}M&=\int _{\Omega }\rho \,\mathrm {d} V\\J&=\oint _{\partial \Omega }{\boldsymbol {j}}\cdot \mathrm {d} {\boldsymbol {S}}\\S&=\int _{\Omega }\sigma \mathrm {d} V\end{aligned}}}
と表せる。ここで、dS は、境界 ∂Ω 上の微小素片における外向きの面積ベクトルであり、第2式は流束と面積ベクトルとの積の総和が境界を通って流れ出す q の流量であることを表している。
これにより連続の式は
{\displaystyle {\mathrm {d}  \over \mathrm {d} t}\int _{\Omega }\rho \,\mathrm {d} V+\oint _{\partial \Omega }{\boldsymbol {j}}\cdot \mathrm {d} {\boldsymbol {S}}=\int _{\Omega }\sigma \mathrm {d} V}
となる。
ガウスの定理を使って第2項を体積積分で書き換え、第1項の時間微分と体積積分を交換すると
{\displaystyle \int _{\Omega }\left\{{\partial \rho  \over \partial t}+\nabla \cdot {\boldsymbol {j}}-\sigma \right\}\mathrm {d} V=0}
となるので、微分形
{\displaystyle {\partial \rho  \over \partial t}+\nabla \cdot {\boldsymbol {j}}=\sigma }
が得られる。
特に、湧き出しがないときの連続の式
{\displaystyle {\partial \rho  \over \partial t}+\nabla \cdot {\boldsymbol {j}}=0}
を保存形、あるいは、q の保存則の微分形と呼ぶ。

## 流体における連続の式

### 質量保存則
速度が v で表される流れを考える。ρを質量密度、j を質量の流束とする。流れ、すなわち、移流あるいは対流は速度 v での物質の移動であるので、流束は
{\displaystyle {\boldsymbol {j}}=\rho {\boldsymbol {v}}}
となる。
質量保存則から連続の式は
{\displaystyle {\partial \rho  \over \partial t}+\nabla \cdot \left(\rho {\boldsymbol {v}}\right)=0}
となる。

### 輸送定理による導出
速度が v で表される流れにおける連続の方程式は、質量保存則とレイノルズの輸送定理を用いても導ける。
{\displaystyle 0={\mathrm {d}  \over \mathrm {d} t}\int _{\Omega (t)}\rho \,dV=\int _{\Omega (t)}\left({D\rho  \over Dt}+\rho \,\nabla \cdot {\boldsymbol {v}}\right)dV}
ここで、{\displaystyle {D \over Dt}} は実質微分であり、Ω(t ) は流れと共に移動する任意の積分領域とする。1番目の等式は質量保存則を、2番目の等式はレイノルズの輸送定理を表している。
これより、
{\displaystyle {D\rho  \over Dt}+\rho \,\nabla \cdot {\boldsymbol {v}}=0}
が成立する。
この式は、実質微分の定義
{\displaystyle {D \over Dt}\equiv {\partial  \over \partial t}+{\boldsymbol {v}}\cdot \nabla }
と公式
{\displaystyle \nabla \cdot \left(\rho {\boldsymbol {v}}\right)=\rho \,\nabla \cdot {\boldsymbol {v}}+{\boldsymbol {v}}\cdot \nabla \rho }
を使って、
{\displaystyle {\partial \rho  \over {\partial t}}+\nabla \cdot (\rho {\boldsymbol {v}})=0}
と等価であることがわかる。

### 非圧縮性流体についての連続の方程式
連続の方程式
{\displaystyle {D\rho  \over Dt}+\rho \,\nabla \cdot {\boldsymbol {v}}=0}
に対して、非圧縮性流体の性質（密度が一定であること）を付加すると、非圧縮性流体における連続の式が導き出される。密度が一定というのは、空間的に一様という意味ではなく、変形していく領域内で一定という意味である。つまり、{\displaystyle {\frac {D\rho }{Dt}}=0} となるので、ρ≠ 0 であることから、
{\displaystyle \nabla \cdot {\boldsymbol {v}}=0}
を得る。この式を非圧縮性条件ともいう。
この条件を満たす流れにおいて、流れていく流体要素の体積は不変である。

## 電磁気学における連続の方程式

### 電荷保存則
電磁気学における連続の式とは電荷の保存則の微分形である。ρ を電荷密度、j を電流密度とすれば、連続の式は
{\displaystyle {\partial \rho  \over \partial t}+\nabla \cdot {\boldsymbol {j}}=0}
となる。

### 変位電流
マクスウェルの方程式において、電荷の保存則を満たすためにオリジナルのアンペールの式
{\displaystyle \nabla \times {\boldsymbol {H}}={\boldsymbol {j}}}
に変位電流を導入する必要があった。修正されたアンペールの式
{\displaystyle \nabla \times {\boldsymbol {H}}={\partial {\boldsymbol {D}} \over \partial t}+{\boldsymbol {j}}}
において、両辺に発散 ∇· を作用させると、左辺はゼロとなるので、
{\displaystyle \nabla \cdot {\partial {\boldsymbol {D}} \over \partial t}+\nabla \cdot {\boldsymbol {j}}=0}
となり、ガウスの式
{\displaystyle \nabla \cdot {\boldsymbol {D}}=\rho }
を代入することで連続の式が得られる。

### 四元電流
電荷の保存則を表す連続の式は四元電流を使うことで、ローレンツ共変でコンパクトな形にすることができる。四元電流 Jμ (μ= 0, 1, 2, 3) を
{\displaystyle J^{\mu }=\left(c\rho ,{\boldsymbol {j}}\right)}
と表す。ここで c は光速である。微分演算子
{\displaystyle \partial _{\mu }=\left({\frac {1}{c}}{\partial  \over \partial t},\nabla \right)}
を定義すると、連続の式は
{\displaystyle \partial _{\mu }J^{\mu }=0}
と表現できる。ただし、添字におけるアインシュタインの規約を採用した。

## 量子力学
量子力学における連続の式は確率の保存則を表す。
Ψ(r , t ) を規格化された波動関数とする。確率密度 ρ、確率流束 j を
{\displaystyle {\begin{aligned}\rho &=\Psi ^{*}\Psi \\{\boldsymbol {j}}&={\frac {\hbar }{2m\mathrm {i} }}\left[\Psi ^{*}\nabla \Psi -\Psi \nabla \Psi ^{*}\right]\end{aligned}}}
と定義すると、シュレディンガー方程式
{\displaystyle \mathrm {i} \hbar {\frac {\partial \Psi }{\partial t}}=-{\frac {\hbar ^{2}}{2m}}\nabla ^{2}\Psi +U\Psi }
を用いて、確率に対する連続の式
{\displaystyle {\partial \rho  \over \partial t}+\nabla \cdot {\boldsymbol {j}}=0}
が得られる。

### 連続の式の導出
シュレディンガー方程式とその複素共役の式
{\displaystyle {\begin{aligned}\mathrm {i} \hbar {\frac {\partial \Psi }{\partial t}}&=-{\frac {\hbar ^{2}}{2m}}\nabla ^{2}\Psi +U\Psi ,\\-\mathrm {i} \hbar {\frac {\partial \Psi ^{*}}{\partial t}}&=-{\frac {\hbar ^{2}}{2m}}\nabla ^{2}\Psi ^{*}+U\Psi ^{*}\end{aligned}}}
それぞれに Ψ* , Ψ をそれぞれ掛けて2式の差を取ると
{\displaystyle \mathrm {i} \hbar \Psi ^{*}{\frac {\partial \Psi }{\partial t}}+\mathrm {i} \hbar \Psi {\frac {\partial \Psi ^{*}}{\partial t}}=-{\frac {\hbar ^{2}}{2m}}\Psi ^{*}\nabla ^{2}\Psi +{\frac {\hbar ^{2}}{2m}}\Psi \nabla ^{2}\Psi ^{*}}
更に
{\displaystyle \mathrm {i} \hbar {\frac {\partial \left(\Psi ^{*}\Psi \right)}{\partial t}}=-{\frac {\hbar ^{2}}{2m}}\nabla \cdot \left(\Psi ^{*}\nabla \Psi -\Psi \nabla \Psi ^{*}\right)}
となり、連続の式
{\displaystyle {\partial \rho  \over \partial t}+\nabla \cdot {\boldsymbol {j}}=0}
ただし、
{\displaystyle {\begin{aligned}\rho &=\Psi ^{*}\Psi \\{\boldsymbol {j}}&={\frac {\hbar }{2m\mathrm {i} }}\left[\Psi ^{*}\nabla \Psi -\Psi \nabla \Psi ^{*}\right]\end{aligned}}}
が得られる。

## 拡散方程式
ブラウン運動などのミクロスケール由来の現象による物質の質量輸送現象を考える。このとき、経験則であるフィックの法則（フィックの第一法則）により流束は
{\displaystyle {\boldsymbol {j}}=-\kappa \nabla \rho }
と密度の勾配で与えられる。係数 κ は拡散係数と呼ばれ、次元 {\displaystyle \mathrm {L} ^{2}\ \mathrm {T} ^{-1}} をもつ。拡散係数が定数の時、連続の式から拡散方程式
{\displaystyle {\partial \rho  \over \partial t}=\kappa \nabla ^{2}\rho }
が得られる。